# I Shall Not Be Moved
Az I Shall Not Be Moved, vagy „We Shall Not Be Moved”, egy afro-amerikai rabszolga-spirituálé, egy himnusz, bizonyos értelemben protest song is. A dal a 19. század eleji amerikai délen született; valószínüleg rabszolga-összejöveteleken énekelték. A dal leírja, hogy „olyan ember, mint a víz mellé ültetett fa, nem mozdul meg” az Istenbe vetett hitének köszönhetően sem.
A „We Shall Not Be Moved” az afroamerikai polgárjogi mozgalom idején szakszervezeti himnuszként vált igazán népszerűvé.
A dalszöveg a bibliai írásokon alapul; pl..: „Boldog ember, aki az Úrban bízik, és akinek reménysége az Úr. Mert olyan lesz, mint a víz mellé ültetett fa, amely a folyó mellett terjeszti ki gyökereit, és nem látja, mikor jön a hőség, de a levele zöld lesz; és ne vigyázz az aszály évében, és ne szűnjön meg gyümölcsöt hozni.” 

## Híres felvételek
- Blind Roosevelt Graves (1929)
- Charley Patton (1929)
- Pete Seeger (1955)
- The Harmonizing Four (1954)
- Lonnie Donegan (1956)
- The Million Dollar Quartet (Elvis Presley, Jerry Lee Lewis, Carl Perkins, Johnny Cash (1956)
- The Freedom Singers (1963)
- Mississippi John Hurt (published 1970)
- Ella Fitzgerald (on Brighten the Corner; 1967)
- The Seekers (1968)
- Joan Baez (1974)
- Sweet Honey (2000)
- Peter, Paul and Mary (2003)
- Johnny Cash (on My Mother's Hymn Book; 2004)
- Mavis Staples (2007)
- Owen McDonagh & The Bogside Men (on Songs of Irish Civil Rights; 1970)
- Rhiannon Giddens (2021)
- Taj Mahal and Ry Cooder

## Egyebek
- A The Spinners egy liverpooli munkáscsaládról szóló 1975-ös televíziós vígjátékában zárórészletben a "We Shall Not Be Moved" és a "You'll Never Walk Alone" című dalokat énekelték.
- Az 1980-as években Nagy-Britanniában a dalt a népszerű Big Daddy használta szignálzeneként.
- David Spener írt egy könyvet, amely dokumentálja a dal címének történetét.
- JB Burnett feldolgozta a dalt az Odaát tévésorozat harmadik évadának első epizódjához.
- Isaiah Reaves drámaíró használta ezt a dalcímet egy műsorában, amelyben leírja nagyanyja politikai harcosként szerzett tapasztalatait.